# 찰스 프리먼 (역사학자)
찰스 P. 프리먼(Charles P. Freeman, 1947년 출생)은 잉글랜드인 작가로, 고대 그리스와 로마의 대중적인 역사에 전문이다. 그는 『서구 정신의 종말: 신앙의 부상과 이성의 몰락』을 포함하여 고대 세계에 대한 수많은 책을 썼다. 그는 케임브리지 성인 교육 프로그램에서 고대사 강의를 가르쳤으며, 블루 가이드의 역사 컨설턴트이다. 그는 또한 이탈리아, 그리스, 터키로 문화 연구 여행을 이끈다. 2003년, 그는 왕립예술학회의 펠로우로 선출되었다.

## 어린 시절과 교육
어린 시절부터 프리먼은 역사에 대한 열정이 있었고, 학교 방학을 입스위치 박물관에서 진행하는 고고학 발굴을 도우며 보냈다. 그는 트리니티 칼리지 (케임브리지 대학교)에서 법학을 공부했으며, 졸업 후 1년간 수단에서 가르쳤다.
그는 또한 런던 대학교의 동양 아프리카 연구 학원에서 아프리카 역사 및 정치학 석사 학위를, 이스트앵글리아 대학교에서 응용 연구 교육학 석사 학위를 추가로 가지고 있다.
1978년, 그는 국제 6학년 대학인 성 클레어스, 옥스퍼드에서 역사학과장으로 임명되어 10년간 그곳에서 근무했다. 그는 총 30년간 국제 바칼로레아에서 교사이자 시험관/선임 시험관으로 일했다. 1988년부터 그는 전업 프리랜서 사학자로 일해왔다.

## 개인 생활
찰스 프리먼은 잉글랜드의 프램링엄 근처 서퍽에 그의 두 번째 부인 리디아와 함께 살고 있다. 그들 사이에는 일곱 명의 자녀가 있다.

## 출판물
- The World of the Romans: Illustrated Encyclopedia of World History. 1993, 옥스퍼드 대학교 출판부.
- Egypt, Greece and Rome: Civilizations of the Ancient Mediterranean. 1996. Third edition-2014.
- The Legacy of Ancient Egypt. 1997, Facts on File/Checkmark Books
- The Greek Achievement: The Foundation of the Western World. 1999
- The Closing of the Western Mind: The Rise of Faith and the Fall of Reason. 2003년 10월 7일 출판
- A.D. 381: Heretics, Pagans, and the Dawn of the Monotheistic State. 2009.
- A New History of Early Christianity. 2009.
- Sites of Antiquity: From Ancient Egypt to the Fall of Rome, 50 Sites that Explain the Classical World. 2009
- The Horses of St. Mark's: A Story of Triumph in Byzantium, Paris, and Venice. 2010
- Holy Bones, Holy Dust: How Relics Shaped the History of Medieval Europe. 2011
- The Reopening of the Western Mind. 2020